# Portobello (Edinburgh)
Portobello (Spitzname „Porty“) ist eine Kleinstadt etwa acht Kilometer östlich von Edinburgh (Schottland, Großbritannien). Der Badeort liegt an der Nordsee in der Firth of Forth. Portobello liegt knapp 40 km östlich der Stadt Bo’ness, wo Carriden den Endpunkt des Antoninuswalls markierte, und 14 km östlich von Cramond mit einem Römerkastell. Der Bahnhof in Portobello wurde 1846 eröffnet und 1964 für den Personenverkehr geschlossen. Der Sandstrand ist im Sommer ein beliebtes Ziel für die Bewohner aus der Region.

## Persönlichkeiten
- Helen Hopekirk (1856–1945), Pianistin, Komponistin und Musikpädagogin
- Harry Lauder (1870–1950), Komiker und Entertainer
- James Rankin (1913–1975), Jagdflieger